# مشية (إنسان)

المشية هي نمط من حركات الأطراف أثناء الحركة

المشية هي نمط من حركات الأطراف التي تُجرى في أثناء الحركة. ومشية الإنسان هي الطرائق المختلفة التي يمكن للإنسان أن يتحرك بها، إما طبيعيًا أو نتيجة لتدريب متخصص. تُعرّف مشية الإنسان بأنها ثنائية الحركة، وذات دفع ثنائي الطور إلى الأمام لمركز ثقل الجسم البشري، إذ توجد حركات متناوبة متعرجة لأجزاء مختلفة من الجسم بأقل استهلاك للطاقة. تتميز أنماط المشية المتعددة باختلافات في أنماط حركة الأطراف، والسرعة الكلية، والقوى، ودورات الطاقة الحركية والكامنة، والتغيرات في التلامس مع الأرض.

## التصنيف
تصنف مشية الإنسان بطرائق مختلفة؛ إذ يمكن تصنيف كل مشية عمومًا بأنها طبيعية (مشية يستخدمها البشر غريزيًا)، أو مدربة (مشية غير غريزية تُعلَّم من طريق التدريب). ومن الأمثلة على هذه الأخيرة: المشي اليدوي، والمشية المتخصصة المستخدمة في الفنون القتالية. يمكن تصنيف المشية أيضًا وفق؛ هل يبقى الشخص على تلامس مستمر مع الأرض أم لا؟.

## الفروق بين الجنسين
هنالك اختلافات بين الجنسين في أنماط مشية الإنسان: تميل الإناث إلى المشي بخطوات أصغر وحركة حوض أكثر. يأخذ تحليل المشي عمومًا الجنس بالحسبان. يمكن استعراض الفروق بين الجنسين في مشية الإنسان بوساطة عرض توضيحي أنشأه مختبر بايوموشن في جامعة يورك في تورنتو.

## الكفاءة والآثار التطورية
أظهرت الدراسات أن مشية إسقاط الكعب أولًا تحافظ على طاقة أكبر عبر مسافات طويلة مقارنة بأنواع المشية الأخرى، وهو ما يتوافق مع الاعتقاد بأن البشر متخصصون تطوريًا في الحركة لمسافات طويلة. مع أن السير الأخمصي عادةً ما يوزع وزنًا أكبر نحو نهاية الطرف مقارنةً بالسير على الأصابع، ما يزيد من استهلاك الطاقة في معظم أجهزة الجسم.
إن مشية إسقاط الكعب أولًا الطبيعية تحرق طاقة أقل بنسبة 70٪ تقريبًا من الجري للمسافة نفسها. الاختلافات بهذا الحجم استثنائية في الثدييات. تلخص كاثرين نايت من مجلة علم الأحياء التجريبي نتائج إحدى الدراسات: «يسمح لنا إسقاط الكعب أولًا –أيضًا- بنقل المزيد من الطاقة من خطوة إلى أخرى لتحسين كفاءتنا، بينما يؤدي وضع القدم بصورة مسطحة على الأرض إلى تقليل القوى حول الكاحل (الناتج عن الدفع المضاد من الأرض)، الذي يتعين على عضلاتنا مواجهته». ووفقًا لديفيد كاريير من جامعة يوتا، الذي ساعد على إجراء الدراسة: «نظرًا للمسافات الكبيرة التي يقطعها الصائدون وجامعو الثمار، فليس من المستغرب أن يكون البشر مشاة مقتصدين».

## مشية غير طبيعية
تنجم المشية غير الطبيعية عن اضطراب واحد أو أكثر في هذه المسالك، وقد يحدث هذا خلال النمو أو نتيجة التآكل العصبي. يأتي المثال الأبرز على عدم انتظام المشي بسبب مشكلات النمو من دراسات الأطفال الذين يعانون من اضطراب طيف التوحد، فهم يمتلكون انسجامًا عضليًا أقل، ما يؤدي إلى حدوث تشوهات في المشية. ترتبط بعض هذه التشوهات بانخفاض قوة العضلات، والمعروف أيضًا باسم نقص التوتر، وهو أمر شائع أيضًا في اضطراب طيف التوحد. من أبرز الأمثلة على المشية غير الطبيعية نتيجة التآكل العصبي هو مرض باركنسون.
رغم أن هذه هي أفضل الأمثلة المفهومة للمشي غير الطبيعي، فإن هنالك ظواهر أخرى موصوفة في المجال الطبي:
- المشية المُسَكِّنة: هي العرج الناجم عن الألم الذي يظهر أو يزداد سوءًا عند حمل وزن على أحد الأطراف، بسبب الإصابة أو المرض أو حالات مؤلمة أخرى.
- مشية تشارلي شابلن: تحدث في التواء قصبة الساق.
- مشية حولية: تحدث في الشلل النصفي.
- مشية التمايل: تحدث في خلع الورك الخلقي الثنائي.
- المشي بخطوات عالية: يحدث في تدلي القدم.
- المشية المقصية: تحدث في الشلل الدماغي.
- مشية الورك المتيبس: تحدث في تصلب مفصل الورك.
- مشية ترندلينبورغ: تحدث في الورك غير المستقر بسبب الخلع الخلقي للورك، وضعف عضلة الألوية المتوسطة.

يمكن أن تكون المشية غير الطبيعية أيضًا نتيجة لسكتة دماغية. ومع ذلك، يمكن تحسين هذه التشوهات باستخدام العلاج بجهاز المشي لتنشيط المخيخ.